# Andrea Brezzi
Andrea Brezzi (Ollomont, 4 settembre 1891 – Vojussa, 21 dicembre 1940) è stato un militare e aviatore italiano.
Tenente pilota di complemento della specialità Bombardamento a Tuffo, partecipò alla seconda guerra mondiale, combattendo durante la Campagna di Grecia. Per il suo comportamento nell'ultima missione fu decorato di Medaglia d'oro al valor militare alla memoria.

## Biografia
Nacque a Ollomont, provincia di Aosta, il 31 luglio 1910, figlio del Senatore Giuseppe Brezzi, anch'egli ufficiale d'aviazione e dirigente dell'azienda aeronautica "Ansaldo S.V.A.", e di Felicina Cinelli. Compì gli studi secondari a Torino, conseguendo la laurea in ingegneria presso la locale università, ed andando poi a lavorare presso l'industria metallurgica ADAMAS. Negli anni della giovinezza fu un appassionato sportivo, praticando sci, salto in lungo, e anche automobilismo sportivo
In qualità di sottotenente pilota di complemento prese parti alle grandi operazioni di polizia coloniale seguenti la conquista dell'Etiopia, venendo insignito di due Medaglie di bronzo al valor militare.
Con l'entrata in guerra del Regno d'Italia, il 10 giugno 1940, fu esonerato dal servizio militare a causa del suo lavoro presso l'industria metallurgica ma egli rinunciò all'esonero, arruolandosi come pilota da caccia nella Regia Aeronautica, prendendo parte alle operazioni belliche contro la Francia. Dopo la firma dell'armistizio di Villa Incisa chiese, ed ottenne come tenente di complemento, di partecipare ai corsi di pilotaggio dei nuovi cacciabombardieri Junkers Ju.87 Picchiatello che si tenevano in Germania, e al termine dei quali fu assegnato alla 236ª Squadriglia del 96º Gruppo di Bombardamento a Tuffo. 
Di base sull'aeroporto di Comiso, nel settembre del 1940 il gruppo partecipò all'assedio aeronavale dell'isola di Malta. Al ritorno da una missione di bombardamento il suo aereo venne attaccato da alcuni caccia Gloster Gladiator della Royal Air Force britannica. Impegnato il combattimento insieme al suo mitragliere, il primo aviere Giampiero Vio, nonostante le differenti caratteristiche dei velivoli, i due riuscirono, con abili manovre, ad abbattere uno dei caccia ed a danneggiarne un secondo. Al termine della missione egli rientrò alla base, ma il mitragliere Vio rimase ucciso nel corso del combattimento. Per questa missione fu insignito della Medaglia d'argento al valor militare.
Alla fine del mese il 96º Gruppo B.T. si trasferì sull'aeroporto di Lecce-Galatina in previsione dell'inizio delle operazioni contro la Grecia.
Il giorno 21 dicembre 15 velivoli del 96º Gruppo, al comando del tenente Fernando Malvezzi, attaccarono posizioni nemiche nell'area di Golem e Kolonje, nel distretto di Argirocastro. Durante questa azione venne abbattuto il velivolo dell'equipaggio formato dal maresciallo Elio Scarpini e dal 1º aviere Gino Catamerò. Per individuare il velivolo del commilitone egli ottenne dal capitano Ercolano Ercolani di decollare al comando di una formazione di tre aerei. Una volta sganciato il loro carico bellico, che distrusse una batteria avversaria, gli aerei furono inquadrati dal fuoco contraereo, e il suo velivolo (lo Ju.87B-2 MM.5806) fu gravemente colpito e si incendiò. Invece che lanciarsi con il paracadute cercò di atterrare in emergenza nei pressi del costone di Mali Liofiz, sulla Valle della Vojussa, ma il cacciabombardiere prese fuoco, esplodendo all'impatto con il terreno, e causando la sua morte e quella del 1º aviere Luigi Stevanato. Per onorarne la memoria fu decretata la concessione della Medaglia d'oro al valor militare.
La sezione di Torino dell'Associazione Arma Aeronautica porta il suo nome, così come una via a Castellamonte.

### Annotazioni
1. ↑  Vinse la categoria dilettanti dell'ultimo Gran Premio di Tripoli, svoltosi prima dello scoppio delle ostilità.
2. ↑  Lo Junkers Ju 87 era un ottimo velivolo da bombardamento in picchiata, ma pesante, e la cui vulnerabilità in un combattimento aereo era già stata sperimentata dalla Luftwaffe, mentre il Gloster Gladiator era un agile biplano da caccia, ma a quel tempo già superato dai monoplani.
3. ↑  Già pilota collaudatore del cacciabombardiere di concezione nazionale Savoia-Marchetti S.M.86W.
4. ↑  Gli altri due erano al comando dei sergenti Giampiero Crespi e Beretta.
5. ↑  Secondo un'altra fonte i due aviatori furono catturati dalle truppe greche ancora vivi, ma morirono successivamente in prigionia, forse a causa della ferite riportate.

### Fonti
1. 1 2 3  Mascheroni 2004, p. 40.
2. 1 2 3 4  Ufficio Storico dell'Aeronautica Militare 1969, p. 137.
3. ↑  Mascheroni 2004, p. 48.
4. 1 2 3 4 5 6 7 8 9  Mascheroni 2004, p. 54.
5. 1 2  Aitollo, Sgarlato 2009, p. 26.
6. 1 2 3 4  Aitollo, Sgarlato 2009, p. 27.
7. 1 2  Mascheroni 2004, p. 55.
8. ↑  Mascheroni 2004, p. 53.
9. ↑  Bollettino Ufficiale dispensa 40, pagina 1753.
10. ↑  Registrato alla Corte dei Conti addì 14 giugno 1941-XIX, registro n.27 Aeronautica, foglio n.240.